# 弦尾鱼属
弦尾魚屬，是條鰭魚綱䲁形目麗魚科下的一個屬。

## 分類
本屬屬於麗魚亞科，目前被認可的種如下：
- 亞馬遜河弦尾魚 Crenicara latruncularium
- 點弦尾魚 Crenicara punctulata